# Max-Planck-Institut für experimentelle Medizin
Das Max-Planck-Institut für experimentelle Medizin (MPI EM) war eine außeruniversitäre Forschungseinrichtung unter der Trägerschaft der Max-Planck-Gesellschaft mit Sitz in Göttingen. Am 1. Januar 2022 fusionierte das Institut mit dem Max-Planck-Institut für biophysikalische Chemie in Göttingen zum Max-Planck-Institut für Multidisziplinäre Naturwissenschaften.

## Geschichte
Das Institut wurde 1947 als Medizinische Forschungsanstalt der Kaiser-Wilhelm-Gesellschaft begründet. Es gehörte seit 1948 der Max-Planck-Gesellschaft an, seit 1965 dann unter dem endgültigen Namen.

## Profil
Die Arbeiten des Instituts befassten sich mit medizinischer Grundlagenforschung. Zur Anwendung kamen dabei biochemische, molekularbiologische, zellbiologische, morphologische, elektrophysiologische, genetische und verhaltensphysiologische Methoden. Das wesentliche Ziel dieser Arbeiten war es, grundlegende molekulare und zelluläre Prozesse im Nervensystem sowie deren pathologische Störungen zu verstehen. Die letzten Direktoren des Instituts waren Nils Brose, Klaus-Armin Nave und Walter Stühmer.
2021 gab das Institut die bevorstehende Fusion mit dem ebenfalls in Göttingen ansässigen Max-Planck-Institut für biophysikalische Chemie bekannt. Die Forschungsarbeit wird nun in dem Max-Planck-Institut für Multidisziplinäre Naturwissenschaften fortgeführt. Das ehemalige Institutsgelände ist nun der City-Campus des neuen Instituts.

## Forschungsstruktur
- Molekulare Neurobiologie
- Klinische Neurowissenschaften
- Abteilung für Neurogenetik
- Molekulare Biologie neuronaler Signale (Ionenkanalforschung)
- Neurophysiologie
- Genexpression
- Molekulare Neurologie